# Hoa hậu Chuyển giới Quốc tế 2014
Hoa hậu Chuyển giới Quốc tế 2014 là cuộc thi Hoa hậu Chuyển giới Quốc tế lần thứ 10 được tổ chức tại Pattaya, Thái Lan vào ngày 7 tháng 11 năm 2014. Hoa hậu Chuyển giới Quốc tế 2013 -  Marcela Ohio đến từ Brazil đã trao lại vương miện cho người kế nhiệm, cô Isabella Santiago đến từ Venezuela

## Kết quả
| Kết quả                          | Thí sinh |
| -------------------------------- | --- |
| Hoa hậu Chuyển giới Quốc tế 2014 | - #18 Venezuela – Isabella Santiago |
| Á hậu 1                          | - #11 Thái Lan – Nitsa Katrahong |
| Á hậu 2                          | - #20 Lào – Piyada Ithavong |
| Top 10                           | - #10 Tây Ban Nha – Cristini Couto - #03 Brazil – Rafaela Manfrini - #25 Cuba – Yuni Carey - #09 Malaysia – Cicie Sinclair - #01 Philippines – Kim Marie Villagolono - #07 Brazil – Raika Ferraz - #08 Thổ Nhĩ Kỳ – Yanki Bayramoglu |

## Các giải thưởng đặc biệt
| Giải thưởng                 | Thí sinh                            |
| --------------------------- | ----------------------------------- |
| Trang phục Dân tộc đẹp nhất | - #11 Thái Lan – Nitsa Katrahong    |
| Hoa hậu Thân thiện          | - #25 Cuba – Yuni Carey             |
| Hoa hậu Ảnh                 | - #11 Thái Lan – Nitsa Katrahong    |
| Trang phục Dạ hội đẹp nhất  | - #18 Venezuela – Isabella Santiago |
| Hoa hậu Tài năng            | - #22 Hoa Kỳ – Samira Sitara        |
| Miss Rippley's Popular Vote | - #20 Laos – Piyada Ithavong        |

### Hoa hậu Tài năng
| Kết quả     | Thí sinh                      |
| ----------- | ----------------------------- |
| Chiến thắng | - #22 Hoa Kỳ – Samira Sitara  |
| Á hậu 1     | - #13 Myanmar – Myo Ko Ko San |
| Á hậu 2     | - #25 Cuba – Yuni Carey       |

## Thí sinh
| Số báo danh | Quốc gia    | Thí sinh              |
| ----------- | ----------- | --------------------- |
| 01          | Philippines | Kim Marie Villagalono |
| 03          | Brazil      | Rafaela Manfrini      |
| 04          | Việt Nam    | Angelina May Nguyen   |
| 05          | Hàn Quốc    | Ribbon Park           |
| 06          | Malaysia    | Cicie Sinclair        |
| 07          | Brazil      | Raika Ferraz          |
| 08          | Thổ Nhĩ Kỳ  | Yanki Bayramoglu      |
| 10          | Tây Ban Nha | Cristini Couto        |
| 11          | Thái Lan    | Nitsa Katrahong       |
| 12          | Chile       | Daniela Manyoma       |
| 13          | Myanmar     | Myo Ko Ko San         |
| 14          | Nicaragua   | America Ithzelle      |
| 15          | Mông Cổ     | Solongo               |
| 16          | Nga         | Veronika Svetlova     |
| 17          | Philippines | Maria Venus Gomez     |
| 18          | Venezuela   | Isabella Santiago     |
| 20          | Lào         | Piyada Inthavong      |
| 21          | Brazil      | Mariah Fernanda       |
| 22          | Hoa Kỳ      | Samira Sitara         |
| 23          | Nhật Bản    | Lilia Kisaragi        |
| 25          | Cuba        | Yuni Carey            |